# Камбанка и феята пират
Камбанка и феята пират е американски компютърно-анимационен филм от 2014 година на Disney.

## Сюжет
На празника на феите идват снежните феи. Феята Зарина открадва целия син вълшебен прашец от Долината на феите. Този прашец дава способността на феите да летят. Камбанка и нейните приятелки проследяват Зарина но се оказва, че тя е пират. Зарина хвърля шарен прашец по феите, и така разменя дарбите им.